# Lindach (gemeindefreies Gebiet)

Lage des gemeindefreien Gebiets Lindach im Landkreis Bamberg

Das Gemeindefreie Gebiet Lindach ist ein 6,27 km² großes gemeindefreies Gebiet im Landkreis Bamberg in Bayern und zählt zur Metropolregion Nürnberg.

## Geographie
Das Waldgebiet liegt im Westen des Landkreises Bamberg.